# Saint-Germain-des-Bois (Nièvre)

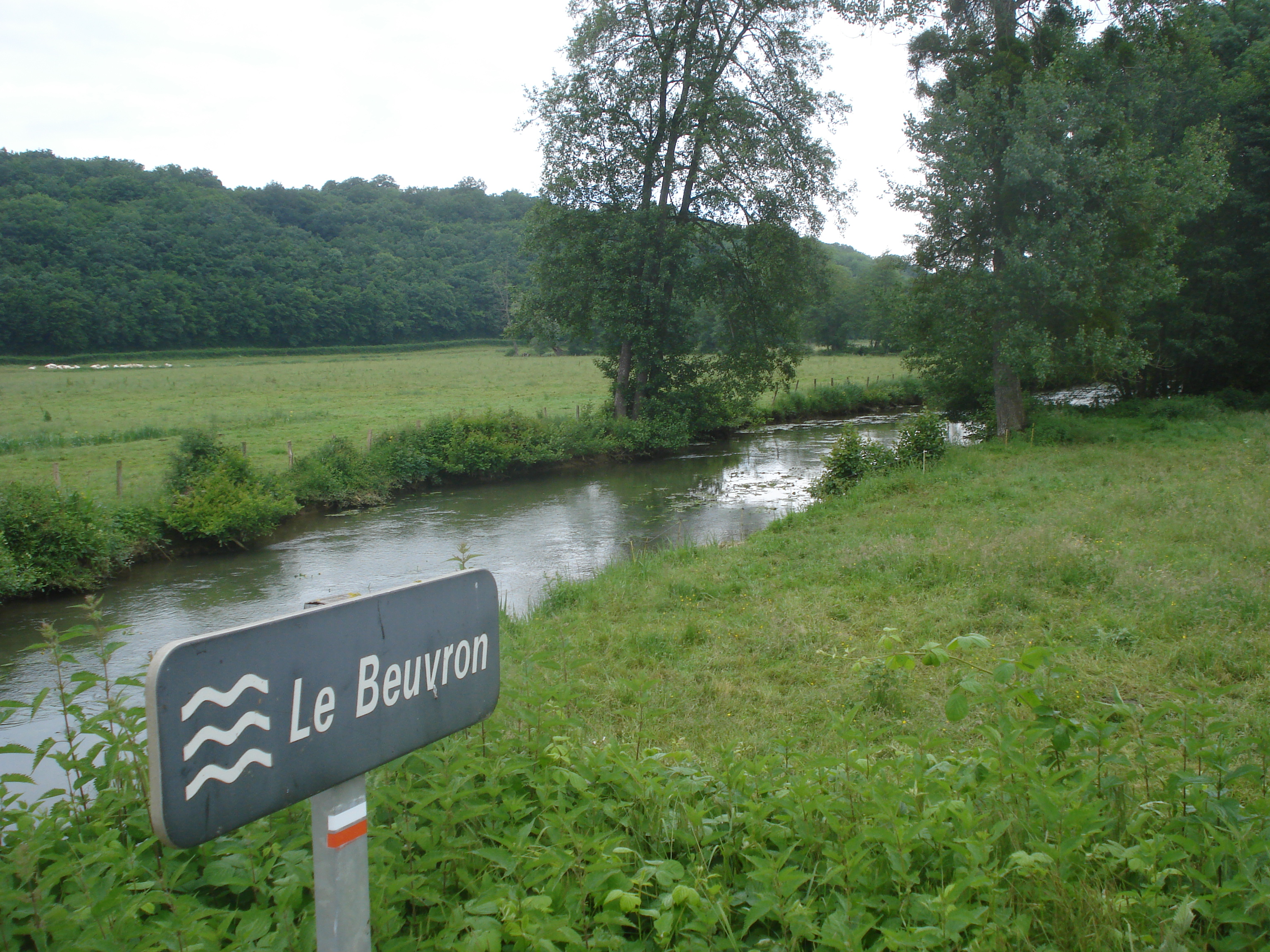
Thurigny: de Beuvron

Saint-Germain-des-Bois is een gemeente in het Franse departement Nièvre (regio Bourgogne-Franche-Comté) en telt 109 inwoners (2009). De plaats maakt deel uit van het arrondissement Clamecy.

## Geografie
De oppervlakte van Saint-Germain-des-Bois bedraagt 11,9 km², de bevolkingsdichtheid is 8,8 inwoners per km².
De gemeente bestaat uit drie kernen (dorpen, eigenlijk slechts gehuchten): St. Germain des Bois, Cervenon en Thurigny.
De Beuvron, zijrivier van de Yonne stroomt door Thurigny.
De onderstaande kaart toont de ligging van Saint-Germain-des-Bois (Nièvre) met de belangrijkste infrastructuur en aangrenzende gemeenten.

## Demografie
Onderstaande figuur toont het verloop van het inwonertal (bron: INSEE-tellingen).